# Heeren
Heeren este o comună din landul Saxonia-Anhalt, Germania.